# Isole di Etheridge
Le isole di Etheridge (in russo Острова Этеридж, ostrova Ėteridž) sono due piccole isole russe che fanno parte dell'arcipelago della Terra di Francesco Giuseppe, nell'Oceano Artico. Amministrativamente fanno parte dell'oblast' di Arcangelo.
Le isole si trovano 11 km a sud-sud-ovest dell'isola di Hooker. La più grande delle due è lunga 2,5 km e larga 1,2 km. La minore è lunga 800 m. A 5 km in direzione est-nord-est dell'isola si trova la piccola isola di May.
Le due isole Etheridge, che non hanno nomi individuali, sono state così chiamate in onore dello paleontologo americano Robert Etheridge, che ha studiato le coste delle regioni artiche.